# علی صلاح هاشم
علی صلاح هاشم (عربی: علي صلاح هاشم؛ زادهٔ ۱۶ فوریهٔ ۱۹۸۷) یک بازیکن فوتبال اهل عراق است.
از باشگاه‌هایی که در آن بازی کرده‌است می‌توان به الشرطه، باشگاه الفیصلی (امان)، باشگاه فوتبال الوحده امارات، دهوک، باشگاه ورزشی صفا، باشگاه ورزشی الوحده سوریه، باشگاه ورزشی الوحدات، و النفط اشاره کرد.
وی همچنین در تیم‌های ملی فوتبال تیم ملی فوتبال زیر ۲۳ سال عراق و بزرگسالان عراق بازی کرده است.